# Havana (Illinois)
Pour les articles homonymes, voir Havana (homonymie).
La ville de Havana est le siège du comté de Mason, dans l’État de l’Illinois, aux États-Unis. Sa population, qui s’élevait à 3 301 habitants lors du recensement de 2010, est estimée à 2 987 habitants en 2019.

## Histoire
La localité a été nommée d’après La Havane, la capitale de Cuba.